# Mohammed Al Hachdadi
Mohammed Al Hachdadi (ur. 2 lutego 1991 w Al-Muhammadijja) – marokański siatkarz, grający na pozycji atakującego, reprezentant Maroka. 

## Sukcesy klubowe
Mistrzostwo Kataru:
- 2014, 2015
- 2012, 2013

Klubowe Mistrzostwa Zatoki Perskiej:
- 2015
- 2014

Klubowe Mistrzostwa Azji:
- 2014

Klubowe Mistrzostwa Świata:
- 2014

Mistrzostwo Finlandii:
- 2016

Superpuchar Brazylii:
- 2019

Klubowe Mistrzostwa Ameryki Południowej:
- 2020

Mistrzostwo Polski:
- 2021

## Sukcesy reprezentacyjne
Mistrzostwa Afryki:
- 2015

## Nagrody indywidualne
- 2015: Najlepszy atakujący Mistrzostw Afryki
- 2021: MVP Mistrzostw Afryki